# 알렉산드르 모길니
알렉산드르 겐나디예비치 모길니(러시아어: Алекса́ндр Генна́дьевич Моги́льный, 1969년 2월 18일~)는 소련과 러시아의 아이스하키 선수로 포지션은 수비수이다. 내셔널 하키 리그(NHL)의 버펄로 세이버스, 밴쿠버 커넉스, 뉴저지 데블스, 토론토 메이플리프스 소속으로 뛰었으며,NHL 드래프트에 지명된 소련 선수 중 최초로 북아메리카에서 뛰기 위해 소련을 탈출하여 미국으로 망명한 선수이다. 그는 NHL 통산 990경기에 출전했으며, 버펄로 세이버스 소속 시절인 1993년에 테무 셀랜네와 공동 득점왕을 차지했으며, 뉴저지 데블스 소속 시절인 2000년에 스탠리 컵 우승을 차지했다. 이후 2003년에는 NHL 최고의 스포츠 정신을 보여준 선수에게 주는 레이디 빙 트로피를 받았다.
미국으로 망명하기 전에 소련 국가대표팀 선수로 활약했으며, 1988년 동계 올림픽에서 금메달을 획득했다. 이후 1989년 세계 아이스하키 선수권 대회에서 우승을 차지했고, 세계 선수권 대회가 끝나자 미국으로 망명했다. 망명 후 자신을 지명한 버펄로 세이버스와 계약을 맺고 NHL 활동에만 열중했다. 이후 1996년에 열린 월드컵에 러시아 국가대표팀으로 참가했다.
은퇴 후 고향 하바롭스크를 연고로 하는 아무르 하바롭스크의 스포츠 컨설턴트로 일했으며, 2013년부터 아무르 하바롭스크의 회장으로 활동하고 있다.